# 1476
Évszázadok: 14. század – 15. század – 16. század
Évtizedek: 1420-as évek – 1430-as évek – 1440-es évek – 1450-es évek – 1460-as évek – 1470-es évek – 1480-as évek – 1490-es évek – 1500-as évek – 1510-es évek – 1520-as évek
Évek: 1471 – 1472 – 1473 – 1474 –  1475 – 1476 – 1477 – 1478 – 1479 – 1480 – 1481

## Események

### Határozott dátumú események
- február 2. – Török felmentő sereg érkezik Szabácshoz Ali bég és Sachi bég vezetésével, de mivel Mátyás seregét nem sikerült legyőzniük, ezért elvonultak.[1]
- február 13. – Beckensloer János esztergomi érsek, fő- és titkos kancellár III. Frigyes német-római császárhoz szökik. (Jelentős pénzösszeget és az esztergomi könyvtár több könyvét viszi magával.)
- február 15. – Mátyás serege beveszi Szabács várát,[1] a magyar sereg egészen Szendrőig nyomul előre.
- március 2. – A grandsoni csatában a svájciak legyőzik Károly burgundi herceg seregét.[2]
- március 2–3. – Ernuszt János szlavón bán és kincstartó végrendeletében meghagyja, hogy a Budavári Nagyboldogasszony-templom mellé kápolnát építsenek; fiát, Ernuszt Zsigmond pécsi püspököt pedig a pécsi székesegyház restaurálására kéri.
- március 5. – Andrea Vendramin velencei dózse megválasztása. (1478-ig uralkodik.)
- június 22. – A murteni csatában a svájciak újra legyőzik Merész Károlyt.[2]
- július 26. – A moldvai Războieninél III. István vajda vereséget szenved II. Mehmedtől.[1]
- szeptember 8. – Mátyás magyar király felszólítja a városokat, hogy küldjék el megbízottaikat Handó György kincstartóhoz, hogy a fizetendő adó összegében megállapodjanak.
- december 10. – Aragóniai Beatrix, Mátyás magyar király jegyese megérkezik Székesfehérvárra.
- december 22. – Mátyás magyar király Budán feleségül veszi Aragóniai Beatrixot.
- december 26. – Galeazzo Maria Sforzát, Milánó hercegét misére menet három fiatalember megöli. (Milánó új hercege Galeazzo Maria Sforza fia, Gian Galeazzo Maria Sforza lesz, aki 1494-ig uralkodik.)

### Határozatlan dátumú események
- január közepe – Hunyadi Mátyás megostromolja a török kézen lévő Szabács várát.[1]
- május – II. Mehmed szultán Moldva elfoglalására indul. (Mátyás Báthori István országbírót küldi III. (Nagy) István vajda megsegítésére.)
- ősszel – Mátyás Egervári Lászlót kinevezi szlavón–dalmát–horvát bánná. (A báni tisztséget ettől kezdve ugyanaz a személy viseli, ami lehetővé teszi a délnyugati végek védelmének egységes irányítását.)
- december – A törökök elfoglalják a magyarok által az al-dunai Szendrő környékén emelt kisebb erődítményeket és betörnek Erdélybe.[1]
- az év folyamán – A diósgyőri vár napjainkban

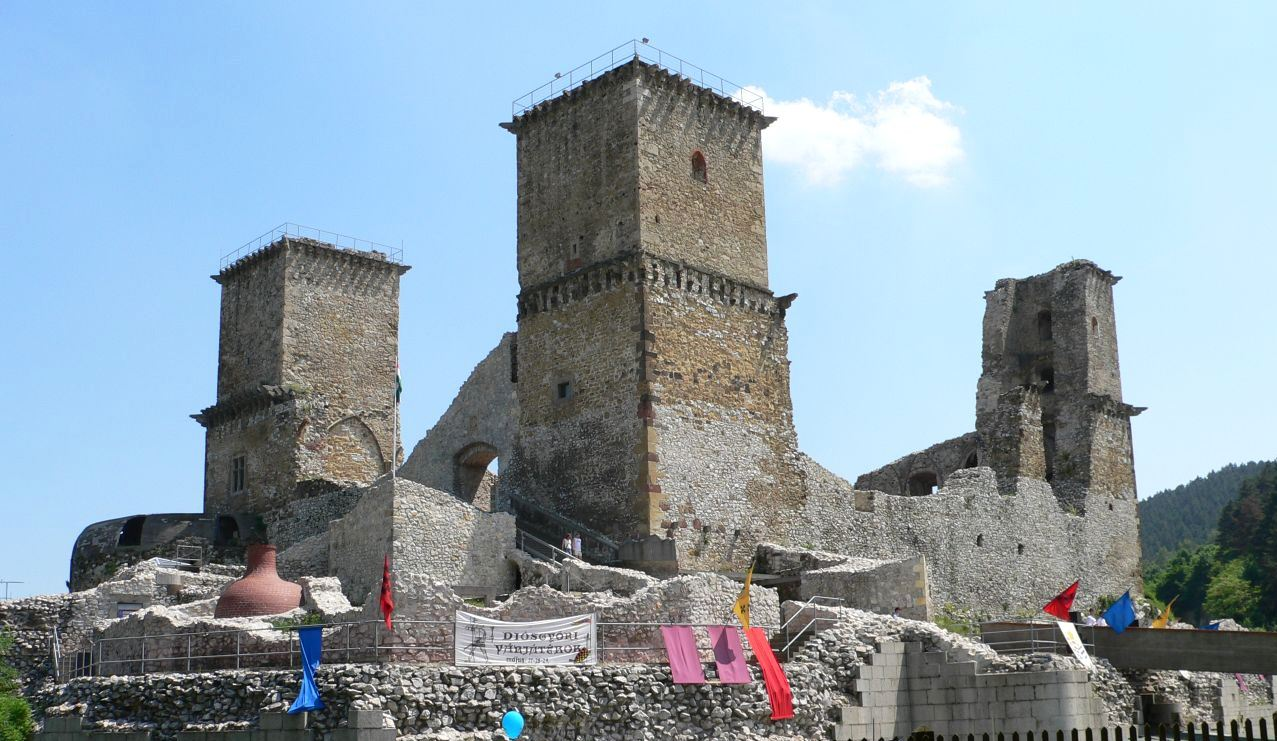
A diósgyőri vár napjainkban

  - III. Vlad havasalföldi fejedelem harmadszor is hatalomra jut, de nemsokára fejét veszik és elküldik ősi ellenségének II. Mehmed szultánnak.
  - III. Frigyes császár II. Ulászlónak adja Csehországot hűbérül.
  - Első ízben említik a királyi ítélőtáblát (tabula regia iudiciaria), a főpapokból, bárókból, ítélőmesterekből és választott nemesi ülnökből álló egységes – bár nem állandó – bírói tanácsot, melynek élén az ország nagybírái: a nádor, az országbíró vagy a személynök ítélkezik.
  - Kassai István kőfaragó a diósgyőri vár építkezésein dolgozik.
  - Gótikus stílusban megkezdődik a pozsonyi káptalani templom átépítése.
  - Olasz mester elkészíti Mátyás magyar király első ismert éremarcképét.

## Születések
- június 28. – IV. Pál pápa (†1559)[3]
- I. Alfonz Este Modena, Reggio és Ferrara hercege († 1534).

## Halálozások
- III. Vlad (a karóbahúzó) havasalföldi fejedelem.
- július 6. – Regiomontanus német csillagász.
- december 26. – Galeazzo Maria Sforza, Milánó hercege (* 1444)